# Civic Passion
Civic Passion (Občanská vášeň) byla radikální, populistická, lokálně patriotická a nativistická  politická strana v Hongkongu, kterou založil Wong Yeung-tat jako aktivistickou skupinu v roce 2012. Zastávala silně lokálně patriotické názory a vystupovala proti zapojení čínské vlády do správy Hongkongu. Wong zároveň vyslovil názor, že Komunistická strana Číny může být zbavena moci nenásilnou cestou. Od prosince 2020 do srpna 2021 byla Civic Passion jedinou opoziční stranou v hongkongské Legislativní radě.

## Historie
Zakladatel Civic Passion Wong Yeung-tat se začal angažovat v politice v roce 2010, kdy začal moderovat online rozhlasové pořady pro hongkongskou rozhlasovou stanici Reporter, která je spojena s demokratickou stranou People Power. Rychle se stal chráněncem demokratického zákonodárce Raymonda Wong Yuk-mana, přezdívaného "Mad Dog". Ve volbách do zákonodárného sboru v roce 2012 Wong kandidoval za radikálně demokratickou stranu People Power. Pro svůj nesouhlas s kurzem, který zastávali umírnění v prodemokratickém táboře, se Wong v únoru 2012 podílel na založení aktivistické a antikomunistické skupiny Civic Passion.
V říjnu 2012 zahájila Civic Passion vydávání bezplatných tištěných novin Passion Times, které byly distribuovány ve stanicích metra. V listopadu 2012 Passion Times spustily rozhlasovou stanici, která začala hrát důležitou roli při získávání dalších příznivců pro Civic Passion (300 000 sledujících), a další kulturní produkty včetně komiksů a románů. V letech 2013 a 2014 uspořádala Civic Passion v Kowlonu alternativní shromáždění  ke každoroční vigilii 4. června, kterou pořádá Hongkongská aliance na podporu vlasteneckých demokratických hnutí Číny ve Victoria parku k uctění památky zásahu na náměstí Nebeského klidu.
Wong vystupoval aktivně proti přistěhovalectví z pevniny, které přirovnal ke "kolonizaci Hongkongu". Během protestů roku 2014 byli někteří členové Civic Passion obviňováni z násilných činů, ale podle britské televizní stanice Channel 4 byli za násilí odpovědni členové zločinecké organizace Triáda placení Komunistickou stranou Číny, kteří se do davu vmísili. Passion Times čelily po několik dní koordinovanému DDoS útoku. Dne 11. prosince 2014 byl Wong zatčen ve svém domě pro podezření z několikanásobného nepovoleného shromáždění.
Na začátku roku 2015 uspořádala Civic Passion spolu s další lokální skupinou Hong Kong Indigenous protesty namířené proti rostoucímu přílivu nakupujících z pevninské Číny zapojených do paralelního obchodování přičemž docházelo ke střetům s policií. Po třetí demonstraci ústřední vláda uvedla, že omezí obyvatelům Šen-čenu počet návštěv na jednu týdně. V květnu 2016 Civic Passion oznámila vytvoření programu letního tábora, který by zahrnoval "výcvik ve vojenském stylu" a "přednášky o lokálním patriotismu."
Ve volbách do Legislativní rady v roce 2016 vytvořila Civic Passion volební alianci s Proletariat Political Institute  Wong Yuk-mana a Hong Kong Resurgence Order Čchin Wana. V září 2016 Wong převzal odpovědnost za neúspěch volební aliance a rezignoval na funkci předsedy Civic Passion. V těchto volbách Wongův mentor Raymond Wong Yuk-man těsně prohrál s Yau Wai-chingem z Youngspiration. Cheng Chung-tai se stal jediným kandidátem aliance zvoleným do zákonodárného sboru a následně se ujal vedení Civic Passion. Po volbách Cheng skupinu reorganizoval na politickou stranu a stáhl se ze společenského aktivismu. Od prosince 2020 do srpna 2021 byla Civic Passion jedinou opoziční stranou v hongkongské Legislativní radě.
Předseda Civic Passion Cheng Chung-tai byl v srpnu 2021 vyřazen z Legislativní rady poté, co nový vládní prověřovací orgán rozhodl, že neprošel testem vlastenectví, aby se mohl stát členem volebního výboru. Týden poté strana Civic Passion oznámila, že se rozpouští, protože nevidí způsob jak dál pokračovat v politické práci.